# ダルハウジー大学
ダルハウジー大学（ダルハウジーだいがく、英：Dalhousie University）は、カナダ東海岸、ノバスコシア州（Nova Scotia)の州都ハリファックス（Halifax)にある歴史と伝統を誇る州立大学。カナダ東海岸方面の大学の中で一番の規模であり、メディカルプログラムや多数の政治家を輩出しているダルハウジーロースクール（英：Dalhousie Law School) など幅広いプログラムを提供している。このほか、経営学(MBA)、海洋学や環境学などの分野でも著名である。

## 歴史
ダルハウジー大学は1818年、ノバスコシア植民地総督のダルハウジー伯爵ジョージ・ラムゼイによって創設された。イギリスは米英戦争中にメイン植民地の一部を占領したが、総督はそこからの税金を元に階級や宗教によらない全ての人に開かれた大学を創設した。1820年5月22日の起工に際して、総督は「宗教的寛容の精神に基づく」大学だと述べている。ダルハウジー大学は1950年代に至るまでわずか3つしかなかった、宗教と関係のない資産により設立された大学の1つである。
形式上1818年に設立されたものの、最初の学生を受け入れたのは1838年11月1日になってからである。しかも最初の総長であるトーマス・マカロック(Thomas McCulloch)の死により、1843年には活動を休止してしまう。再びダルハウジー大学の門が開かれるようになるのは、1863年11月10日のことである。最初の学士号は1866年に授与された。
ダルハウジー大学の特色は市街地、現在ハリファックス市庁舎のある場所にあることであった。これは、初期に最下階がオーランド醸造所の貯蔵所として使われたことだけでなく、学生のおよそ3分の1が市内から集まったことや、地元の実務家を集めて医学校(1868)や法律学校(1883)といった専門職専攻が設立されたことにも見て取れる。
1880年代までは経営状態が悪かったが、George Munroによる度々の寄附がきっかけとなり、学生数が増大し、また学術研究の拠点としてカナダ中に認知されるようになった。これを記念して毎年2月第1金曜日はMunro dayとして休講になる。1889年にハリファックス芸術学校が加わる。1936年に行政研究所が設立される。
1920年、ノバスコシア州ウィンザーにあったカナダ英語圏最古の大学キングス・カレッジが焼失した。キングス・カレッジはニューヨーク・カーネギー財団の援助によりハリファックスに移転し、ダルハウジー大学と提携することになった。現在キングス・カレッジは独立だが連携した機関だと見られることが多く、ダルハウジー大学とは人文科学・理学部を共有しているが、独自に現代学、科学技術史、近代学といった学際的人文系プログラムを提供している。
ダルハウジー大学は1960年代から70年代にかけて南西へと拡大し、スタッドリーキャンパスとして整備された。同時期に、東隣のカールトンキャンパスには医学部のタッパー館が新築され、歯学部・薬学部の建物も増築された。
ノバスコシア工科大学（Nova Scotia Technical College・のちにTechnical University of Nova Scotiaに改称）は20世紀初頭に設立されたが、1990年代の政府主導の中等後教育機関の整理統合によって、1997年にダルハウジー大学へ吸収された。当初はDalTechと呼ばれていたが、2000年にこのニックネームは廃止され、工学部・建築学部・コンピューター科学部の3学部は完全にダルハウジー大学へ統合された。さらに、トルロに立地していたノバスコシア農科大学が2012年からダルハウジー大学に吸収合併された。

## キャンパス
ハリファックス市街に3つのキャンパスがある。これらは東西にほぼ直線上に配置されており、スタッドリー、カールトン、セクストンの順に中心街に近づいていく。
- スタッドリー(Studley)
ダルハウジー大学のメインキャンパスである。本部・諸学部のほか、図書館、学生会館、運動施設などがある。ハリファックス市街地の南西にあり、周囲は主として住宅地。中心街とはバスが頻繁に連絡しているほか、徒歩でも20分程度の距離である。
- カールトン(Carleton)
医学部・歯学部などがある。スタッドリーキャンパスからは大通りをはさんで東隣である。エリザベス女王2世健康科学センターおよびIWK婦人小児科病院と同じ街区にあり、連携して医療研究教育センターを形成している。
- セクストン(Sexton)
かつてのノバスコシア工科大学であり現在も工学部が中心である。前2つのキャンパスとは少し隔たっており、中心街の大通りの1つBarrington St.に面している。

- 農学部キャンパス(Truro)
ハリファックスから離れたトルロに農学部キャンパスがある。

## 学部
総合大学として多数の学部を擁している。
- 建築・都市計画
- 人文社会科学
- 音楽・芸術学
- コンピューター科学
- 工学
生命工学・化学工学・土木工学・電気工学・生産工学・機械工学・金属工学・採鉱工学
- 法律
- 管理学
商業学・経営学・公共政策学・情報管理科学・環境学
- 医学
- 歯学
- 保健専門職
看護・薬学・保健・社会福祉(ソーシャルワーク）など
- 理学
- 海洋学
- 農学

## 特徴
ダルハウジー大学の敷地内にもう1つの大学（キングス・カレッジ）が存在し、いくつかのプログラムをダルハウジー大学と共同で提供している。University of King's collegeは1789年創設で、カナダ英語圏最古の大学。ただし、キングス・カレッジは undergraduate program のみで大学院は設置されていない。また、近隣のセントメアリー大学等と連携もあり、一部の講義については相互に学生の受講を受け容れている。
留学生総数は2600人、100カ国以上の国から留学生を受け入れている。
ESLプログラム（The English for Academic Purposes (EAP) Program）がある。
イギリス・オックスフォード大学への成績優秀者奨励金希望者 (Rhodes Scholarship) の利用を許可された学生が、ハーバード大学・イエール大学・プリンストン大学・マギル大学 ・トロント大学 の学生の次に多い。また、80種類以上の交換留学プログラムを60カ国以上の大学機関と締結していて、現在日本では、明治大学・北海道大学・公立はこだて未来大学と交換留学制度がある。アジアでは大韓民国の延世大学やシンガポールのシンガポール国立大学などと交換留学プログラムがある。
ヨーロピアンＣＥＯ誌によって、2010年度「Most Innovative Business School in Canada award」カナダで最も革新的なビジネススクールとして経営学部が表彰され、授賞式がイギリス・ロンドン証券取引所で行われた。2011年10月CanJetなどの航空機製造や不動産、ホテルなどを運営する総合商社であるI.M.P.創始者兼現会長であるKenneth. C. Rowe氏は、1500万カナダドルの寄付をダルハウジービジネススクールに対して行った。
また、L.M.モンゴメリ著の赤毛のアンに登場するレドモンド大学はダルハウジー大学がモデルである。
期末試験期間には小犬達に触れ合うことで学生の心理的不安・負担の軽減を促す機会を提供する等、ユニークな取組が見られる。
（交換留学生を除き正規入学で入って）就学している日本人学生は、ここしばらく概ね全学全学年を通じ毎年度合計10名弱で推移している。このほか、日本人の教員及びポストドクターも少数ながら所属している。

## 著名な卒業生
- リチャード・ベッドフォード・ベネット - 第11代カナダ首相。
- ジョー・クラーク - 第16代カナダ首相。
- アンガス・ルイス・マクドナルド - 第19代ノバスコシア州知事、弁護士。
- ドナルド・ヘッブ - 神経心理学、神経生理学者。
- キャサリン・D・サリバン -アメリカ人女性として初めて宇宙遊泳を行ったNASA宇宙飛行士。
- L・M・モンゴメリ - 小説家。『赤毛のアン』の作者として知られる。正規課程ではなく1年間の聴講生。作中でアンが学んだレドモンド大学はダルハウジー大学がモデル。
- エリザベス・ムレマ - 生物多様性条約事務局長。